# Zweedse rijksraad
De Zweedse rijksraad of riksråd was een staatsorgaan dat sinds de middeleeuwen samen met de koning het nationale bestuur vormde van het koninkrijk Zweden. Op geregelde tijdstippen was er ook een rijksdag, een nationale bijeenkomst van de vijf hoogste colleges, de rijksdrost, rijksconstable, rijksadmiraal, rijkskanselier en de groot-schatbewaarder. De raad diende ook als hooggerechtshof. De overdracht tussen de rijksraad en de lokale besturen werd verzorgd door de landshövding.
De rijksraad als instelling werd afgeschaft door koning Gustaaf III van Zweden in 1789.